# Riniòfits
Els riniòfits (Rhyniophyta) són una divisió de plantes vasculars primitives extintes que inclou la classe Rhyniopsida, que es consideren com gènere Rhynia, que es troba al Devonià inferior.
Al principi del Devonià hi va haver una important radiació de plantes amb l'aparició dels riniòfits.
El nom prové del jaciment escocès de Rhynie chert.
La seva circumscripció que inclou espècies ha anat canviant a mesura que s'ha trobat més informació en els fòssils i s'ha vist que algunes no eren plantes vasculars. Les fonts varien en el nom i el rang utilitzats per a aquest grup, alguns el tracten com la classe Rhyniopsida, altres com la subdivisió Rhyniophytina o la divisió Rhyniophyta. La primera definició del grup, sota el nom de Rhyniophytina, va ser feta per Banks, però a partir de llavors hi ha hagut moltes redefinicions, inclòs pel mateix Banks. «Com a resultat, les Rhyniophytina s'han dissolt lentament en una col·lecció heterogènia de plantes... el grup conté només una espècie en la qual tots els autors estan d'acord: l'espècie tipus 'Rhynia gwynne-vaughanii'». Actualment el grup s'ha reduït i inclou els gèneres Huvenia, Rhynia, i Stockmansella, tots del Devonià.
Quan es defineix de manera molt àmplia, el grup està format per de plantes amb eixos aeris nus («tiges») ramificats dicotòmicament amb estructures terminals d'espores (esporangis).
Els rinòfits es consideren traqueòfits del grup tija (plantes vasculars).

## Definicions
El grup va ser descrit com una subdivisió de la divisió Tracheophyta per Harlan Parker Banks l'any 1968 sota el nom de «Rhyniophytina». La definició original era: «plantes amb nues (faltes d'emergència), eixos dicotomitzadors que porten esporangis terminals, generalment fusiformes i poden dehiscir longitudinalment; són plantes diminutes i, pel que se sap, tenen un petit fil de xilema terete amb un protoxilema central». Amb aquesta definició, són polisporangiòfits, ja que els seus esporòfits consistien en tiges ramificades que portaven esporangis (òrgans formadors d'espores). No tenien fulles ni arrels veritables, però tenien teixit vascular simple. De manera informal, sovint s'anomenen «riniòfits» o, com s'esmenta a continuació, «riniofitoides».

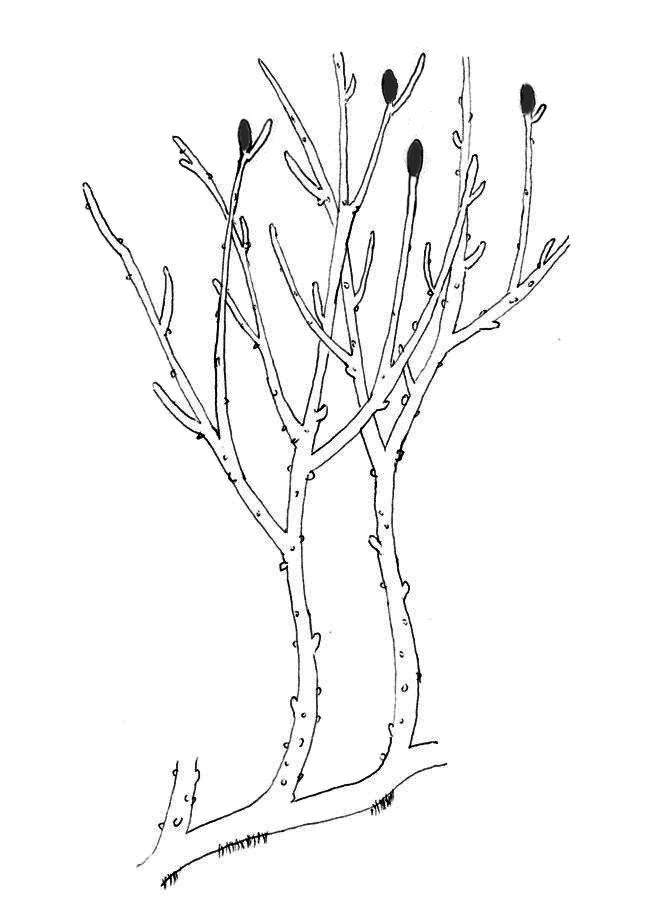
Reconstrucció d'una Rhynia gwynne-vaughani

No obstant això, tal com es va circumscriure originalment, es va trobar que el grup no era monofilètic, ja que ara se sap que alguns dels seus membres no tenen teixit vascular. La definició que sembla que s'utilitza amb més freqüència ara és la de D. Edwards i D. S. Edwards: «plantes amb eixos llisos, sense espines o fulles ben definides, que mostren una varietat de patrons de ramificació que poden ser isotòmiques, anisòtòmiques, pseudomonopodials o adventícies. Els esporangis allargats a globosos eren terminals en eixos principals o en sistemes laterals que mostraven una ramificació limitada. Sembla probable que el xilema, que comprenia una cadena sòlida de traqueides, fos centrarca». No obstant, Edwards i Edwards també van decidir incloure «riniofitoides», plantes «semblants als riniòfits, però no es poden assignar inequívocament a aquest grup a causa d'una conservació anatòmica inadequada», però exclouen plantes com Aglaophyton i Horneophyton que definitivament no posseeixen traqueides.
El 1966, una mica abans que Banks creés la subdivisió, el grup va ser tractat com una divisió sota el nom de «Rhyniophyta». Taylor et al. en el seu llibre Paleobotany utilitza Rhyniophyta com a tàxon formal, però amb una definició fluixa: plantes «caracteritzades per eixos aeris nus i ramificats dicotòmics amb esporangis terminals». Inclouen així sota «altres rinòfits» plantes aparentment sense teixit vascular.
L'any 2010 es va suggerir el nom de «paratraqueòfits», per distingir aquestes plantes dels traqueòfits o eutraqueòfits «veritables».
El 2013, Hao i Xue van tornar a la definició anterior. La seva classe «Rhyniopsida» (riniòpsids) es defineix per la presència d'esporangis que acaben els sistemes de ramificació isotòmica (és a dir, les plantes tenen patrons de ramificació en què les branques tenen la mateixa mida, en lloc d'una branca dominant, com el tronc d'un arbre). Aleshores es va utilitzar la forma i la simetria dels esporangis per dividir el grup:
- Els «Rhynialeans» (ordre Rhyniales), com Rhynia gwynne-vaughanii, Stockmansella i Huvenia, tenien esporangis radialment simètrics que eren més llargs que amples i posseïen teixit vascular amb traqueides de tipus S.[13]
- Els «Cooksonioides», com ara Cooksonia pertoni, C. paranensis i C. hemisphaerica, tenien esporangis radialment simètrics o en forma de trompeta, sense evidència clara de teixit vascular.[13]
- Els «Renalioides», com ara Aberlemnia, Cooksonia crassiparietilis i Renalia tenien esporangis i protosteles bilateralment simètrics.[13]

## Morfologia

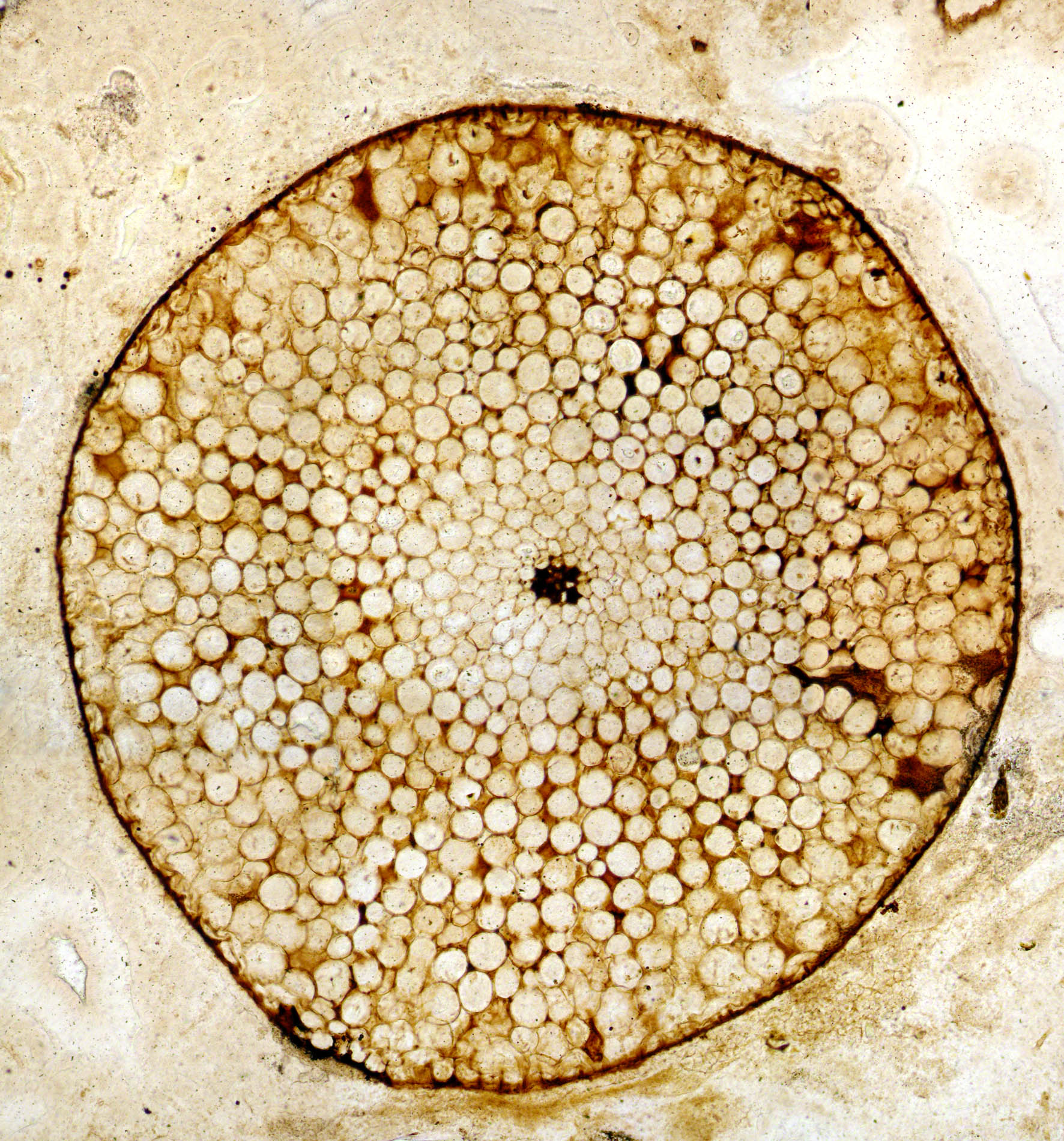
Estela de Rhynia gwynne-vaughanii.

Tots els membres del grup posseïen tiges aèries fotosintètiques sense fulles ni estructures similars i ramificació dicòtoma tridimensional més o menys abundant. En la seva unió al substrat presentaven un rizoma postrat amb rizoides. A l'extrem de les tiges es desenvolupaven una sèrie d'esporangis o estructures productores d'espores de forma ovoïdal i inserció apical o lateral.
Les espores produïdes eren esferoides o lleugerament obloides amb escassa ornamentació i lleugerament retuses encara que no han estat identificades en tots els gèneres. Les espècies palinològiques més usuals per a aquest grup són anomenades Retusotriletes i Calamospora molt freqüents en registres paleontològics devònics.
Una de les principals característiques del grup era un sistema conductor molt simple de tipus haplostel·la, sent els primers vegetals coneguts a posseir-ho. Els integrants de Rhyniophyta posseïen un xilema central compost per una sèrie de traqueides amb les parets internes engrossides seguint patrons anulars o helicoïdals (tipus S) i diminuts porus, caràcters taxonòmics que permeten diferenciar els integrants de Rhyniopsida dels seus coetanis. El material formador d'aquests engrossiments ha resultat ser altament resistent i s'ha conservat molt bé al registre fòssil.
Tots aquests vegetals posseïen alternança de generacions, una d'ella productora d'espores, anomenada «esporòfit», descrit anteriorment, i una altra productora de gàmetes i, per la fusió d'aquests, zigots, anomenada «gametòfit». La majoria dels exemplars fòssils trobats es corresponen amb la fase esporòfit, només en poques ocasions han estat descrits els gametòfits i encara menys s'han pogut relacionar ambdues. Aquesta circumstància es pot explicar per la naturalesa dels teixits gametofítics, més delicats i més difícils de conservar.
Els actuals psilotòpsides, Psilotum i Tmesipteris, són falgueres issospòries, sense fulles o òrgans similars, sense sistema radicular, i tiges aèries dicòtoms amb esporangis terminals. Atenent aquestes característiques durant molts anys s'ha pretès incloure aquestes psilotales com a descendents directes de Rhyniopsida i fins i tot com a representants d'ell com a fòssils vivents.
Els actuals estudis genètics han demostrat no obstant que no existeix cap relació entre ambdós grups i que els psilotales són un grup germà d'Ophioglossum i afins havent desenvolupat una reducció de fulles i radícules amb posterioritat.

## Taxonomia
No hi ha acord sobre la classificació formal que s'ha d'utilitzar per als rinòfits. Els següents són alguns dels noms que es poden utilitzar:
- Divisió Rhyniophyta Cronq., Takht. & Zimmermann (1966)[20][9]
  - Subdivisió Rhyniophytina Banks (1968)[6]
    - Classe Rhyniopsida Криштофович (1925)[Nota 1]
      - Ordre Rhyniales Němejc (1950)[21]
        - Família Rhyniaceae Kidston & Lang (1920)[22]

### Filogènia
L'any 2004, Crane et al. va publicar un cladograma per als polisporangiòfits en què les Rhyniaceae es mostren com el grup germà de tots els altres traqueòfits (plantes vasculars). Alguns altres antics «riniòfits», com Horneophyton i Aglaophyton, es col·loquen fora del clade traqueòfit, ja que no posseïen teixit vascular real (en particular no tenien traqueides). Tanmateix, tant Horneophyton com Aglaophyton s'han classificat provisionalment com a traqueòfits en almenys una anàlisi cladística recent de plantes terrestres del Devonià inferior.
Cladograma parcial de Crane et al. incloent els rinòfits més certs:
|  | Huvenia                                                  |
|  |                                                          |
|  | \| \| Rhynia \| \| \| \| \| \| Stockmansella \| \| \| \| |
|  |                                                          |
|  | Rhynia                                                   |
|  |                                                          |
|  | Stockmansella                                            |
|  |                                                          |

|  | Rhynia        |
|  |               |
|  | Stockmansella |
|  |               |

|  | Lycopodiophytina i grups tiges |
|  |                                |
|  | Euphyllophytina                |
|  |                                |

|  | Huvenia                                                  |
|  |                                                          |
|  | \| \| Rhynia \| \| \| \| \| \| Stockmansella \| \| \| \| |
|  |                                                          |
|  | Rhynia                                                   |
|  |                                                          |
|  | Stockmansella                                            |
|  |                                                          |

|  | Rhynia        |
|  |               |
|  | Stockmansella |
|  |               |

|  | Lycopodiophytina i grups tiges |
|  |                                |
|  | Euphyllophytina                |
|  |                                |

|  | Huvenia                                                  |
|  |                                                          |
|  | \| \| Rhynia \| \| \| \| \| \| Stockmansella \| \| \| \| |
|  |                                                          |
|  | Rhynia                                                   |
|  |                                                          |
|  | Stockmansella                                            |
|  |                                                          |

|  | Rhynia        |
|  |               |
|  | Stockmansella |
|  |               |

|  | Lycopodiophytina i grups tiges |
|  |                                |
|  | Euphyllophytina                |
|  |                                |

|  | Huvenia                                                  |
|  |                                                          |
|  | \| \| Rhynia \| \| \| \| \| \| Stockmansella \| \| \| \| |
|  |                                                          |
|  | Rhynia                                                   |
|  |                                                          |
|  | Stockmansella                                            |
|  |                                                          |

|  | Rhynia        |
|  |               |
|  | Stockmansella |
|  |               |

|  | Lycopodiophytina i grups tiges |
|  |                                |
|  | Euphyllophytina                |
|  |                                |

|  | Huvenia                                                  |
|  |                                                          |
|  | \| \| Rhynia \| \| \| \| \| \| Stockmansella \| \| \| \| |
|  |                                                          |
|  | Rhynia                                                   |
|  |                                                          |
|  | Stockmansella                                            |
|  |                                                          |

|  | Rhynia        |
|  |               |
|  | Stockmansella |
|  |               |

|  | Lycopodiophytina i grups tiges |
|  |                                |
|  | Euphyllophytina                |
|  |                                |

|  | Huvenia                                                  |
|  |                                                          |
|  | \| \| Rhynia \| \| \| \| \| \| Stockmansella \| \| \| \| |
|  |                                                          |
|  | Rhynia                                                   |
|  |                                                          |
|  | Stockmansella                                            |
|  |                                                          |

|  | Rhynia        |
|  |               |
|  | Stockmansella |
|  |               |

|  | Lycopodiophytina i grups tiges |
|  |                                |
|  | Euphyllophytina                |
|  |                                |

|  | Huvenia                                                  |
|  |                                                          |
|  | \| \| Rhynia \| \| \| \| \| \| Stockmansella \| \| \| \| |
|  |                                                          |
|  | Rhynia                                                   |
|  |                                                          |
|  | Stockmansella                                            |
|  |                                                          |

|  | Rhynia        |
|  |               |
|  | Stockmansella |
|  |               |

|  | Lycopodiophytina i grups tiges |
|  |                                |
|  | Euphyllophytina                |
|  |                                |

|  | Huvenia                                                  |
|  |                                                          |
|  | \| \| Rhynia \| \| \| \| \| \| Stockmansella \| \| \| \| |
|  |                                                          |
|  | Rhynia                                                   |
|  |                                                          |
|  | Stockmansella                                            |
|  |                                                          |

|  | Rhynia        |
|  |               |
|  | Stockmansella |
|  |               |

|  | Lycopodiophytina i grups tiges |
|  |                                |
|  | Euphyllophytina                |
|  |                                |

(Vegeu l'article Polisporangiòfits per a l'ampliació del cladograma).

### Gèneres
El tàxon i els termes informals que li corresponen s'han utilitzat de diferents maneres. Hao i Xue el 2013 van circumscriure la seva Rhyniopsida de manera bastant àmplia, dividint-la en «rhynialeans», «cooksonioides» i «renalioides».. Els gèneres inclosos per Hao i Xue s'enumeren a continuació, amb assignacions als seus tres subgrups on es donen.
- Aberlemnia (renalioides)
- Aglaophyton (rhynialeans)
- Caia
- Cooksonia (cooksonioids + renalioides)
- Culullitheca
- Eogaspesiea (= Eogaspesia) (rhynialeans)
- Eorhynia
- Filiformorama
- Fusitheca (= Fusiformitheca)
- Grisellatheca
- Hsua (=Hsüa) (renalioides)
- Huia
- Huvenia (rhynialeans)
- Junggaria (= Cooksonella, Eocooksonia)
- Pertonella
- Renalia (renalioides)
- Resilitheca
- Rhynia (rhynialeans)
- Salopella (rhynialeans?)
- Sartilmania
- Sennicaulis
- Sporathylacium
- Steganotheca
- Stockmansella (rhynialeans)
- Tarrantia (rhynialeans?)
- Tortilicaulis
- Uskiella (rhynialeans)

S'ha suggerit que l'«Eohostimella», mal conservada, que es troba en dipòsits del silurià inferior (Llandoverià), també pot ser un riniòfit. Altres han col·locat alguns d'aquests gèneres en diferents grups. Per exemple, Tortilicaulis s'ha considerat un horneòfit.

## Flora Rhynie
El terme general «riniòfits» o «riniofitoides» s'utilitza de vegades per a l'acoblament de plantes que es troben al Rhynie chert Lagerstätte, rics llits fòssils a Aberdeenshire (Escòcia), i llocs aproximadament contemporanis amb flora similar. Usats d'aquesta manera, aquests termes es refereixen a un conjunt florístic de plantes terrestres primerenques més o menys relacionades, no a un tàxon. Tot i que els rinòfits estan ben representats, també són comunes plantes amb una anatomia més senzilla, com Aglaophyton; també hi ha plantes més complexes, com Asteroxylon, que té una forma molt primerenca de fulles.